# Кубок Гамильтона-Рассела
Кубок Гамильтона-Рассела (англ. Hamilton-Russell Cup) — главный приз, вручаемый победителям мужского турнира шахматной олимпиады, проводимой ФИДЕ. Кубок был учреждён и выполнен по заказу Фредерика Густавуса Гамильтона-Рассела и передан в дар ФИДЕ к проведению первой шахматной олимпиады в Лондоне в 1927 году.
Первый обладатель Кубка Гамильтона-Рассела — сборная Венгрии, текущий обладатель — команда Китая, завоевавшая трофей в 2014 году на 41-й шахматной олимпиаде в Тромсё.

## История
В 1927 году Международная шахматная федерация (ФИДЕ) во время IV конгресса в Лондоне утвердила положение о проведении шахматных олимпиад (в то время называвшихся «Турнирами наций»), первая из которых должна была состояться в Лондоне в июле того же года. Специально к проведению олимпиады казначей Британской шахматной федерации лорд Фредерик Гамильтон-Рассел совместно с женой учредил (а по его заказу изготовили) главный приз соревнований, впоследствии получивший его имя. Впервые этот кубок был вручён капитану венгерской сборной Гезе Мароци.
С 1931 по 1939 год кубок постоянно находился в США, экспонировался в нью-йоркском Шахматном клубе имени Маршалла. В 1939 году перед проведением 8-й олимпиады кубок при вмешательстве аргентинского посольства был доставлен в Буэнос-Айрес, где и остался на 11 лет.
С 1952 года, когда в олимпиадах впервые приняла участие команда СССР, и по 2004 год (с небольшим перерывом с 1976 по 1980 год) Кубок Гамильтона-Рассела находился в Москве, в здании Центрального шахматного клуба на Гоголевском бульваре, 14.

## Регламент
По регламенту кубок является переходящим призом и вручается за победу команде-победительнице, у которой и хранится до следующей олимпиады. Однако в 1939 году американская команда, выигравшая на тот момент четыре подряд олимпиады, не приехала на 8-ю шахматную олимпиаду в Буэнос-Айрес и не привезла с собой Кубок Гамильтона-Рассела, мотивировав это тем, что по регламенту после трёх побед подряд кубок переходит команде навсегда. Но регламент предусматривал, что это правило действует только в том случае, если сборная будет выступать на текущих соревнованиях, в то время как команда США на олимпиаду не приехала. Тогда кубок всё же был доставлен в Буэнос-Айрес, где и остался на 11 лет (сборной команде Германии, победившей тогда, кубок так и не был вручён).

## Дизайн
Кубок Гамильтона-Рассела представляет собой серебряный сосуд продолговато-округлой формы с крышкой и двумя ручками, покрытый золотом. Высота кубка 54 см, масса 3,7 кг. Кубок установлен на деревянном постаменте. На трофее указаны имена всех команд-победительниц, начиная с 1927 года, а также выгравирована надпись «Международная шахматная федерация. Кубок международных соревнований по шахматам, подаренный Фредериком Густавусом Гамильтоном-Расселом, 1927».

## Обладатели
Кубком Гамильтона-Рассела владели команды девяти стран, три из которых (СССР, Третий рейх, Югославия) в настоящий момент не существуют. На  41-й шахматной олимпиаде в 2014 году в борьбе за кубок приняли участие 177 команд из 172 стран.
Самой титулованной командой является сборная России (с учётом результатов сборной СССР), выигрывавшая Кубок Гамильтона-Рассела рекордные 24 раза.
Действующий обладатель Кубка Гамильтона-Рассела — команда Узбекистана, завоевавшая трофей в 2022 году на 44-й шахматной олимпиаде в индийском городе Ченнай.
| Страна       | Количество побед | Годы выигрыша |
| ------------ | ---------------- | --- |
| СССР/ Россия | 24               | 1952, 1954, 1956, 1958, 1960, 1962, 1964, 1966, 1968, 1970, 1972, 1974, 1980, 1982, 1984, 1986, 1988, 1990, 1992, 1994, 1996, 1998, 2000, 2002 |
| США          | 5                | 1931, 1933, 1935, 1937, 1976, 2016 |
| Венгрия      | 3                | 1927, 1928, 1978 |
| Армения      | 3                | 2006, 2008, 2012 |
| Украина      | 2                | 2004, 2010 |
| Китай        | 2                | 2014, 2018 |
| Польша       | 1                | 1930 |
| Германия     | 1                | 1939 |
| Югославия    | 1                | 1950 |
| Узбекистан   | 1                | 2022 |